# Klepht
Klepht é uma banda portuguesa que apesar de ter sido formada em 2000, apenas lançou o primeiro álbum em 2008. 

## Carreira
Do primeiro álbum homónimo (Klepht), saíram quatro singles: "Por uma Noite", "Embora Doa", "Antes e Depois" e "Erros por Defeito". Os dois primeiros ficaram no top de airplay das rádios nacionais por mais de um ano. Com o primeiro álbum, a banda deu mais de 45 concertos, inclusive dois concertos e uma conferência de imprensa na plataforma Second Life. O tema "Embora Doa" entra na banda-sonora da telenovela Lua Vermelha, da SIC, com a banda faz também uma pequena participação na telenovela, onde aparecem a tocar num bar.
Dois anos depois, a banda torna-se independente, e sem editora viajam até aos EUA para gravar o álbum com Sylvia Massy, produtora de artistas como Foo Fighters, System of a Down, Tool ou Johnny Cash,  Prince ou Smashing Pumpkins. A banda ficou um mês e meio a viver em Weed (Califórnia) para gravar o seu segundo álbum Hipocondria. Deste álbum saíram quatro singles: "Tudo de Novo", "Explicação", "Idade da Estupidez" e "Calma".
No dia 30 de Outubro, na Casa da Música, gravam o primeiro filme-concerto 3D filmado em Portugal, Klepht 3D na Casa da Música, que pôde ser visto em cinemas de Lisboa e Porto.
Em 2011, a banda fez a abertura do concerto da banda norte-americana, Bon Jovi, no Parque da Bela Vista, em Lisboa. Partilharam essa abertura com a banda portuguesa RedLizzard, vencedora de um concurso da Rádio Comercial.
Os Klepht Foram nomeados para o título de Best Portuguese Act nos MTV Europe Music Awards de 2012, que viria a ser ganho pela cantora Aurea.
Depois de 2 anos a tocar Hipocondria, e depois da saída de dois membros da banda, os Klepht voltaram a estúdio, a gravar o seu terceiro álbum inicialmente denominado Narcose e que receberia o nome de Sim no seu lançamento em 2016. O primeiro single do álbum chamou-se "SIM.". Seguiu-se o segundo single, "21/6", um tema num ambiente de verão e terceiro single seria "Manual de uma Conquista".

## Origem do nome
No século XV quando o império otomano invadiu a Grécia, um grupo de gregos manteve-se independente nas montanhas da Grécia. Eram os "Klephts". Diogo afirmou na conferência no Second Life que sentiam que foram guerreiros tal como os Klephts por terem sobrevivido sem nenhum CD  ao longos de oito anos.

## Discografia

### Álbuns de estúdio
- 2008 - Klepht
- 2010 - Hipocondria [2]
- 2016 - Sim

### Singles
- "Por uma Noite"
- "Antes e Depois"
- "Embora Doa"
- "Erros por Defeito"
- "Tudo de Novo"
- "Explicação"
- "Idade da Estupidez"
- "Calma"
- "Sim."
- "21/6"
- "Manual de uma conquista"